# Karlo Štajner
Karlo Štajner (Beč, 15. siječnja 1902. – Zagreb, 1. travnja 1992.) bio je hrvatski komunistički aktivist i publicist austrijskog podrijetla. Preživio je dugogodišnje zatvoreništvo u sovjetskim gulazima, a nakon oslobađanja i povratka u Hrvatsku svoje iskustvo opisao je u knjizi 7000 dana u Sibiru.

## Životopis

### Mladost i obrazovanje
Karlo Štajner rođen je u Beču 1902. godine. Po zanimanju je bio grafički radnik, slovoslagar. U mladosti, 1919., postaje član Komunističke omladine Austrije, a poslije i član središnjice. Kao predstavnik Komunističke omladinske internacionale upućen je u Kraljevinu Jugoslaviju kako bi pomogao osnivanje ilegalne jugoslavenske komunističke organizacije, nakon što je Obznanom i Zakonom o zaštiti države iz 1921. godine rad Komunističkoj partiji Jugoslavije bio zabranjen.

### Komunistički aktivist
U Zagreb dolazi 3. siječnja 1922. i sudjeluje u pokretanju tajne partijske tiskare. Kada su jugoslavenske vlasti 1931. otkrile tiskaru Štajner bježi u Pariz. Tamo će provesti godinu dana, nakon čega je uhićen i protjeran iz zemlje. Odlazi u Beč namjeravajući tamo osnovati ilegalnu tiskaru za tiskanje literature i materijala za komunističke stranke na Balkanu. Austrijska ga policija uhićuje i protjeruje jer je boravkom u Jugoslaviji postao jugoslavenski državljanin i automatski izgubio austrijsko državljanstvo. Kako ne bi bio izručen Jugoslaviji, jer je to vrijeme kada kraljevska vlast likvidira partijske vođe, po nalogu Georgija Dimitrova odlazi u Berlin. Tamo se kratko zadržava te bježi u Moskvu, gdje pri Kominterni radi kao voditelj tiskare. U to vrijeme vjenčao se s Ruskinjom Sonjom. U tiskari radi do 4. studenoga 1936. kada ga Narodni komesarijat unutarnjih poslova SSSR-a (NKVD) uhićuje. Optužen je da je agent Gestapa.

### Logori i progonstvo
Idućih 20 godina boravi u logorima polarnog kruga Sovjetskoga Saveza. Od studenoga 1936. do svibnja 1937. je u zatvorima Lubjanki i Butirki (Moskva), nakon toga u vojnom zatvoru Lefortovo. U lipnju 1937. vojni ga je sud osudio na deset godina zatvora i poslao u logor na Sovjetskim otocima. Bio je u radnom logoru Nadežda, blizu grada Dudunka gdje je sudjelovao u izgradnji pruge i grada Norilska. Godine 1943. osuđen je na još deset godina zatvora i pet godina gubitka građanskih prava. Zatim je premješten u Irkutsk gdje je bio do 1949. pa u Bratsk gdje je ostao do 22. rujna 1953. Od 1953. do 1956. živio je u progonstvu. Tristo kilometara od Krasnojarska nalazilo se naselje Novostrojka koje je bilo predviđeno za one koji su odslužili zatvorske kazne i koje se nije smjelo napustiti bez dozvole vlasti. Bolje je životne uvjete tražio u Ust-Kemu, Jenisejsku, Maklakovu, živeći na rubu egzistencije.

### Oslobađanje
Godine 1956. Vrhovni sud SSSR-a obnavlja proces i presuđuje da je prvo suđenje Karlu Štajneru bilo lažno te da nisu postojali razlozi za njegovo uhićenje i osudu, te je pušten na slobodu. Moskvu je napustio 30. srpnja 1956. Nakon povratka u Jugoslaviju nastanio se u Zagrebu.

## Djela

### 7000 dana u Sibiru
Povratkom u Zagreb svoje iskustvo 20-ogodišnjeg zarobljeništva opisuje u knjizi 7000 dana u Sibiru. Knjigu je dovršio 1958. Jedan je primjerak rukopisa knjige povjerio Veljku Vlahoviću, drugi je, pred Mikom Špiljkom, predao Zvonku Brkiću, članu Centralnog komiteta Saveza komunista Hrvatske. Oba su rukopisa nestala. Štajner je jednu kopiju rukopisa sakrio kod brata u Lyonu. Knjiga je tiskana 1971. Knjigu je posvetio supruzi Sonji: „Ovu knjigu posvećujem svojoj ženi Sonji koja me vjerno čekala“. Kada je Štajner osuđen, Sonja je imala 20 godina i bila je u posljednjim mjesecima trudnoće. Rodila je kćer koja je u drugoj godini života umrla od hladnoće i bolesti. Ona je kao supruga narodnoga neprijatelja bila zlostavljana i progonjena, ali se nije željela odreći supruga.
Godine 1972. za knjigu prima Nagradu Ivana Gorana Kovačića za knjigu godine.
Knjiga ima 24. izdanja, prevedena je na njemački, engleski, francuski i češki jezik. Također je prevedena i na esperanto – 7000 tagoj en Siberio (za taj je prijevod zagrebački esperantist Krešimir Barković dobio nagradu za najbolji esperantski prijevod publicistike 2002. godine). S esperanta je knjiga prevedena na kineski 2003. (tiskana 2004.) Dostupna je i u elektroničkom obliku.

### Povratak iz GulagaiRuka iz groba
Knjige Povratak iz Gulaga (1981.) te Ruka iz groba (1985.) nastavak su i produbljivanje događaja koje je Štajner opisao u 7000 dana u Sibiru.